# Bloque Republicano
El Bloque Republicano (en francés: Bloc Républicain, BR) es un partido político de Benín, dirigido por Abdoulaye Bio Tchané.
En las elecciones de 2019, el partido quedó en segundo lugar, al obtener 36 de los 83 escaños de la Asamblea Nacional. Tanto el Bloque Republicano como la Unión Progresista, que ganó la mayoría, están aliados con el presidente Patrice Talon.

## Resultados electorales
| Año  | Líder                | Votos   | %     | Escaños | +/-   | Posición | Estatus  |
| ---- | -------------------- | ------- | ----- | ------- | ----- | -------- | -------- |
| 2019 | Jean-Michel Abimbola | 502,411 | 43.78 | 36/83   | Nuevo | 2°       | Gobierno |
| 2023 | Abdoulaye Bio Tchané | 724,240 | 29.23 | 28/109  | 8     | 2°       | Gobierno |